# Station Labège-Innopole
Station Labège-Innopole is een spoorwegstation in de Franse gemeente Labège.